# Morti nel 1767
| Questa pagina contiene informazioni ricavate automaticamente dalle voci biografiche con l'ausilio del template Bio e di un bot. L'aggiornamento è periodico e automatico e ricostruisce completamente la pagina. Se manca una persona in questa lista, sei pregato di non aggiungerla, ma accertati piuttosto che la sua voce biografica contenga il template Bio e che i dati anagrafici siano correttamente compilati. Se il template Bio manca, inseriscilo tu stesso o, in alternativa, metti l'avviso {{tmp\|Bio}} che ne segnala la mancanza. Se i dati riportati sono sbagliati, correggi direttamente la voce biografica; le modifiche saranno visibili in questa lista entro pochi giorni. Per chiarimenti vedi il progetto biografie. La lista contiene solo le 106 persone che sono citate nell'enciclopedia e per le quali è stato implementato correttamente il template Bio. Pagina aggiornata al 10 apr 2025. |

## Gennaio(7)
- 3 gennaio - Luca Antonio Predieri, compositore italiano (n. 1688)
- 4 gennaio - Giuseppe Simonetti, cardinale italiano (n. 1709)
- 9 gennaio - Francesca Bertolli, contralto italiana (n. 1710)
- 11 gennaio - Matteo Franzoni, doge (n. 1682)
- 16 gennaio - Jaime de Guzmán-Dávalos y Spínola, generale e politico spagnolo (n. 1690)
- 20 gennaio - Thomas Salmon, storico e geografo britannico (n. 1679)
- 20 gennaio - Étienne de Silhouette, politico e funzionario francese (n. 1709)

## Febbraio(9)
- 1º febbraio - Gabriele Maria Di Blasi e Gambacorta, arcivescovo cattolico e teologo italiano (n. 1712)
- 1º febbraio - Sante Veronese, cardinale e vescovo cattolico italiano (n. 1684)
- 9 febbraio - Hubert Drouais, pittore e miniatore francese (n. 1699)
- 12 febbraio - Quinault-Dufresne, attore teatrale francese (n. 1693)
- 15 febbraio - Michail Illarionovič Voroncov, politico russo (n. 1714)
- 19 febbraio - François Boissier de Sauvages de Lacroix, medico e botanico francese (n. 1706)
- 20 febbraio - Sante Lanucci, vescovo cattolico italiano (n. 1686)
- 22 febbraio - Christopher Maire, teologo e gesuita britannico (n. 1697)
- 22 febbraio - Giacomo Zoboli, pittore italiano (n. 1681)

## Marzo(8)
- 2 marzo - Giambattista Suardi, matematico italiano (n. 1711)
- 7 marzo - Jean-Baptiste Le Moyne de Bienville, funzionario, esploratore e navigatore francese (n. 1680)
- 13 marzo - Maria Giuseppina di Sassonia, principessa tedesca (n. 1731)
- 16 marzo - John Shackleton, pittore inglese
- 20 marzo - Firmin Abauzit, scrittore e teologo francese (n. 1679)
- 22 marzo - Francis Russell, marchese di Tavistock, politico britannico (n. 1739)
- 22 marzo - Johann Peter Süssmilch, matematico e statistico tedesco (n. 1707)
- 24 marzo - Antonio Andrea Galli, cardinale italiano (n. 1697)

## Aprile(3)
- 3 aprile - Elisabetta Sofia Maria di Schleswig-Holstein-Sonderburg-Norburg, principessa tedesca (n. 1683)
- 5 aprile - Carlotta Guglielmina di Sassonia-Coburgo-Saalfeld, principessa (n. 1685)
- 10 aprile - Johann Elias Ridinger, incisore, pittore e editore tedesco (n. 1698)

## Maggio(6)
- 6 maggio - José Manso de Velasco, militare e politico spagnolo (n. 1688)
- 8 maggio - Giovanni Augusto di Sassonia-Gotha-Altenburg, militare tedesco (n. 1704)
- 21 maggio - Franz Anton Ermeltraut, pittore tedesco (n. 1717)
- 25 maggio - Niccolò Oddi, cardinale e arcivescovo cattolico italiano (n. 1715)
- 26 maggio - Gennaro Maria Albertini, religioso e vescovo cattolico italiano (n. 1715)
- 28 maggio - Maria Giuseppa di Baviera (n. 1739)

## Giugno(8)
- 2 giugno - Mademoiselle Gaussin, attrice teatrale francese (n. 1711)
- 11 giugno - Leonard Schenck, incisore, disegnatore e editore olandese (n. 1696)
- 12 giugno - Florida Cevoli, religiosa italiana (n. 1685)
- 12 giugno - Jean Armand de Lestocq, politico e medico russo (n. 1692)
- 20 giugno - Władysław Aleksander Łubieński, arcivescovo cattolico polacco (n. 1703)
- 22 giugno - Giuseppe Zocchi, pittore, incisore e disegnatore italiano (n. 1716)
- 25 giugno - Gottfried Sellius, giurista, naturalista e traduttore tedesco
- 25 giugno - Georg Philipp Telemann, compositore e organista tedesco (n. 1681)

## Luglio(6)
- 1º luglio - Giuseppe Gallarati, vescovo cattolico italiano (n. 1698)
- 5 luglio - Frans Boudewijns, pittore e disegnatore fiammingo (n. 1682)
- 10 luglio - Giovanni Federico di Schwarzburg-Rudolstadt, principe tedesco (n. 1721)
- 10 luglio - Alexander Monro, medico britannico (n. 1697)
- 26 luglio - Henrietta Hobart, nobile britannica (n. 1689)
- 28 luglio - William Kerr, III marchese di Lothian, nobile scozzese (n. 1690)

## Agosto(7)
- 8 agosto - Giuseppe Coppola, vescovo cattolico italiano (n. 1698)
- 15 agosto - Federico Michele di Zweibrücken-Birkenfeld, nobile e generale tedesco (n. 1724)
- 17 agosto - Gaspare Diziani, pittore italiano (n. 1689)
- 22 agosto - Maria Luisa di Savoia, principessa (n. 1729)
- 28 agosto - Giacomo Ceruti, pittore italiano (n. 1698)
- 28 agosto - Johann Schobert, clavicembalista e compositore tedesco
- 30 agosto - Aleksandr Borisovič Buturlin, nobile e ufficiale russo (n. 1694)

## Settembre(10)
- 1º settembre - Jules-Robert de Cotte, architetto francese (n. 1683)
- 4 settembre - Charles Townshend, politico britannico (n. 1725)
- 5 settembre - Fabio Canal, pittore italiano (n. 1701)
- 7 settembre - Louis III de Mailly-Nesle, militare e nobile francese (n. 1689)
- 10 settembre - Giovanni Cadioli, pittore e architetto italiano
- 15 settembre - Gian Giuseppe Ballanti, anatomista e medico italiano (n. 1733)
- 17 settembre - Edoardo Augusto di Hannover, principe inglese (n. 1739)
- 25 settembre - Nicolò Maria Antonelli, cardinale e orientalista italiano (n. 1698)
- 26 settembre - Pietro Antonio Magatti, pittore italiano (n. 1691)
- 28 settembre - Federico Carlo di Stolberg-Gedern, politico tedesco (n. 1693)

## Ottobre(7)
- 15 ottobre - Maria Giuseppina d'Asburgo-Lorena, nobile austriaca (n. 1751)
- 16 ottobre - Burkhard Christoph von Münnich, generale russo (n. 1683)
- 16 ottobre - Nikita Jur'evič Trubeckoj, ufficiale e politico russo (n. 1699)
- 20 ottobre - Antoine Bandieri de Laval, ballerino e coreografo francese (n. 1688)
- 22 ottobre - Luisa Dorotea di Sassonia-Meiningen, duchessa (n. 1710)
- 31 ottobre - Gennaro I Carafa Cantelmo Stuart, VII principe di Roccella, nobile e alchimista italiano (n. 1715)
- 31 ottobre - Petrus Johannes Meindaerts, arcivescovo vetero-cattolico olandese (n. 1684)

## Novembre(3)
- 11 novembre - Clemente Ruta, pittore italiano (n. 1685)
- 15 novembre - Giuseppe Maria Feroni, cardinale e arcivescovo cattolico italiano (n. 1693)
- 16 novembre - Giovanni Battista Pittoni, pittore italiano (n. 1687)

## Dicembre(12)
- 4 dicembre - Arcangelo Leanti, storico e letterato italiano (n. 1701)
- 6 dicembre - Benedetto Alfieri, architetto e politico italiano (n. 1699)
- 9 dicembre - Johann Jacob Haid, incisore tedesco (n. 1704)
- 10 dicembre - John Leslie, X conte di Rothes, ufficiale scozzese (n. 1698)
- 14 dicembre - Niccolò Serra, cardinale e arcivescovo cattolico italiano (n. 1708)
- 19 dicembre - Pierre Carpentier, filologo e presbitero francese (n. 1697)
- 22 dicembre - John Newbery, scrittore e editore britannico (n. 1713)
- 26 dicembre - Lorenzo Antonio Canuti, anatomista e medico italiano (n. 1727)
- 28 dicembre - Benedetto Latilla, abate, arcivescovo cattolico e teologo italiano (n. 1710)
- 28 dicembre - Emmeric de Vattel, giurista, diplomatico e filosofo svizzero (n. 1714)
- 30 dicembre - Antonio Tolomeo Gallio Trivulzio, nobile e filantropo italiano (n. 1692)
- 31 dicembre - Anton Maria Zanetti, incisore, critico d'arte e mercante d'arte italiano (n. 1680)

## Senza giorno specificato(20)
- Giovanni Battista Angelini, storico italiano (n. 1690)
- Emanuel Bowen, cartografo, editore e incisore gallese (n. 1714)
- Carlo Antonio Broggia, economista e mercante italiano (n. 1698)
- Gaetano Casali, attore teatrale e drammaturgo italiano
- Lorenzo Cassani, architetto italiano (n. 1687)
- Giovanni Gualberto De Soria, filosofo italiano (n. 1707)
- Matthew Dubourg, violinista e compositore irlandese (n. 1707)
- Ekathat, sovrano siamese
- Francesco Golinetti, attore teatrale italiano (n. 1710)
- Louis Homet, cantore e compositore francese (n. 1691)
- Giuseppe Merenda, architetto italiano (n. 1687)
- Giovan Battista Minucci, religioso e vescovo cattolico italiano (n. 1680)
- Giuseppe Montucci, ingegnere e cartografo italiano (n. 1714)
- Giuseppe Francesco Morozzo della Rocca, nobile italiano (n. 1704)
- Iacopo Angelo Nelli, commediografo italiano (n. 1673)
- Ong Long, sovrano laotiano
- Kostandin Shpataraku, pittore albanese (n. 1736)
- Thomas Smith, pittore inglese
- Paolo Antonio Testore, liutaio italiano (n. 1690)
- Giovanni Vista, letterato e religioso italiano (n. 1715)